# Georges Barrière
Pour les articles homonymes, voir Barrière.
Georges Barrière (né le 28 mars 1881 à Chablis et mort le 1944 à Đồ Sơn au Viêt Nam) est un peintre et dessinateur français.

## Biographie

### Un peintre précoce
Georges Barrière arrive à Paris à l'âge de 19 ans, où il suit les cours de Léon Bonnat et Jules Adler aux Beaux-Arts de Paris.
Peintre et dessinateur il réalise d'abord essentiellement des paysages et des natures mortes. Il se forme à la lithographie dans l’atelier de Devambez.
Son travail est rapidement vu et reconnu par ses pairs.
En 1907, il expose Effets de neige et Temps d’orage, pour la première fois au Salon des Indépendants. Ses peintures de paysages y sont ensuite été exposées à de nombreuses reprises : lors de la rétrospective de 1926, puis entre 1928 et 1931.
Régulièrement ses paysages, ses portraits et ses natures mortes sont égalent reçues au Salon de la Société nationale des Beaux-Arts.

### Œuvres de la Grande Guerre

#### Production sur le front
Georges Barrière effectue son service obligatoire en 1904-1905, avant d’être réformé pour « tuberculose pulmonaire ».
Lorsque la Première guerre mondiale éclate, il est mobilisé. Il s’engage comme volontaire au Mans et est affecté au 117 ème régiment d’infanterie. Il rejoint donc les rangs de l’armée française en tant que soldat et participe notamment à la bataille de la Marne ou à la bataille de Champagne. Fin 1915, il devient même caporal du régiment et dirige un groupe de plusieurs hommes.

Durant le conflit, il réalise de nombreux croquis du quotidien des soldats français dans les tranchées. Il réalise par exemple un dessin intitulé Sous les Marmites au poste de secours de la cote 204.

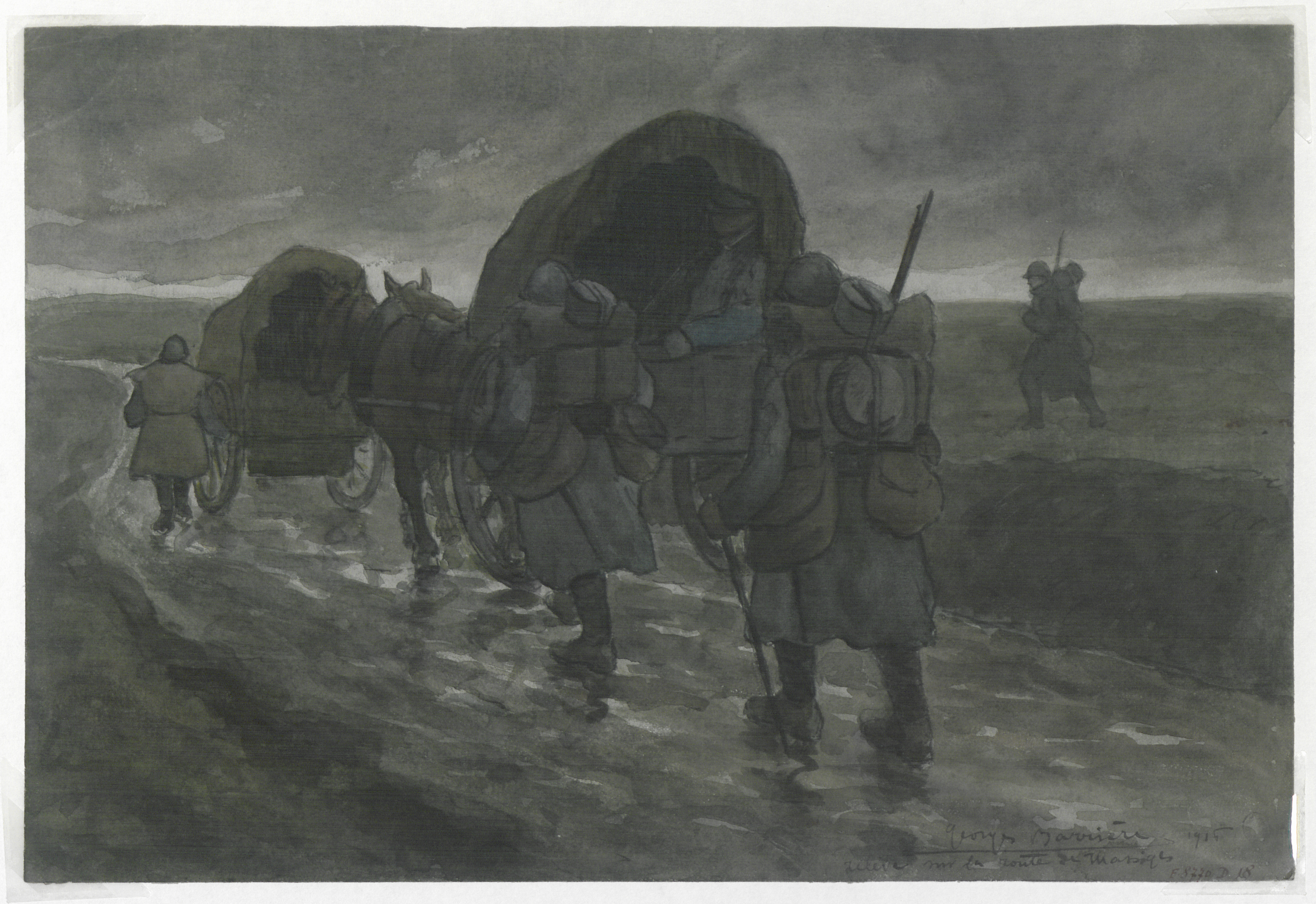
Georges Barrière, Relève sur la route de Massiges (Marne), 1916, La contemporaine

Au début de l’année 1916, le régiment se positionne à La main de Massiges, près de Suippes, dans un environnement difficile, alors qu'un hiver rude s'annonce.
En mai 1916, il est affecté à la section camouflage. Cette section de l'armée  employait de nombreux peintres, dans le but de mettre leurs savoir-faire techniques au profit de la réalisation de tenues et d'équipements de dissimulation pour les soldats.
C’est dans ce contexte que Barrière poursuit son activité de peintre. Durant toute la période de guerre, il continue à dessiner dans les tranchées, notamment grâce à un carnet de route qu’il emporte avec lui. Il réalise de nombreux croquis in-situ, dépeignant le quotidien des soldats.

#### Expositions dans le contexte de la Première Guerre mondiale
En 1917, il participe au Salon des Armées, dans son titre intégral Salon des Armées de la République réservé aux artistes du Front au profit des Œuvres de guerre, organisé par le Bulletin des Armées de la République, au Jeu de Paume à Paris, du 22 décembre 1916 au 22 février 1917. Ce salon à pour but d’exposer les oeuvres de soldats-artistes français ayant produit sur le front, tout en mettant en avant un certain patriotisme, dans l’optique de valoriser l’engagement de ces artistes dans les rangs de l’armée française. L’appel est d’ailleurs strictement destiné aux artistes mobilisés, combattants sur le front et dont l’oeuvre a été produite sur le champ de bataille.
A l'occasion de cette exposition, les oeuvres de Barrière sont remarquées et commentées dans la presse, aux côtés de celles de Bernard Naudin ou encore Charles Barclay de Tholey. On peut retrouver une partie des œuvres de ce dernier aux côtés de celles de Barrière, dans les collections de La Contemporaine.
En 1919, il présente également ses oeuvres de guerre à la Société nationale des Beaux-Arts, notamment un ensemble d’eaux fortes et de dessins intitulé Au front. Cet ensemble très narratif et détaillé rend compte à la fois de la vie quotidienne des soldats mais aussi de scènes de bataille. Il offre ainsi au spectateur une vue d’ensemble et réaliste de la vie du front.

### Fin de carrière en Indochine
Après la guerre, Georges Barrière continue à exposer régulièrement. En 1928, il devient sociétaire de la Société nationale des Beaux-Arts.
Sa carrière connaît un tournant en 1934, lorsqu’il reçoit le Prix de l’Indochine pour le portrait de son ami sculpteur suisse August Heng (1891-1968),, intitulé Portrait d'un jeune lettré. Il part s’installer à Hanoï (Viêt Nam) pour enseigner à l’École des Beaux-Arts d’Indochine, créée en 1925, dans un contexte colonial.
Il passe les dix dernières années de sa vie dans les colonies françaises d'Indochine.
Durant son séjour, il ne manifeste pas beaucoup d'intérêt pour les techniques artistiques locales et sa pratique n'en est pas influencée. Les historiens de l'art vietnamiens modernes ont comparé de manière critique son approche française à l'étranger avec des peintres tels que Joseph Inguimberty qui ont adopté les techniques vietnamiennes,. L'historien de l'art Nguyễn Quang Phòng en particulier (1996) classe Barrière comme le représentant de la deuxième génération d'enseignants français qui, selon lui, manquait du talent, voire du caractère moral, de la première génération.
Il meurt dans la station balnéaire de Đồ Sơn près de Haïphong.

## Postérité
Aujourd’hui, ses dessins sont rares et très recherchés sur le marché.
Ils sont conservés en partie à la Contemporaine, à Nanterre et au Musée de Brooklyn, à New York.